# Aesculus parryi
Aesculus parryi є видом куща чи невеликого дерева з роду Aesculus. Його батьківщиною є Мексика, зокрема північно-західна Нижня Каліфорнія.

## Опис

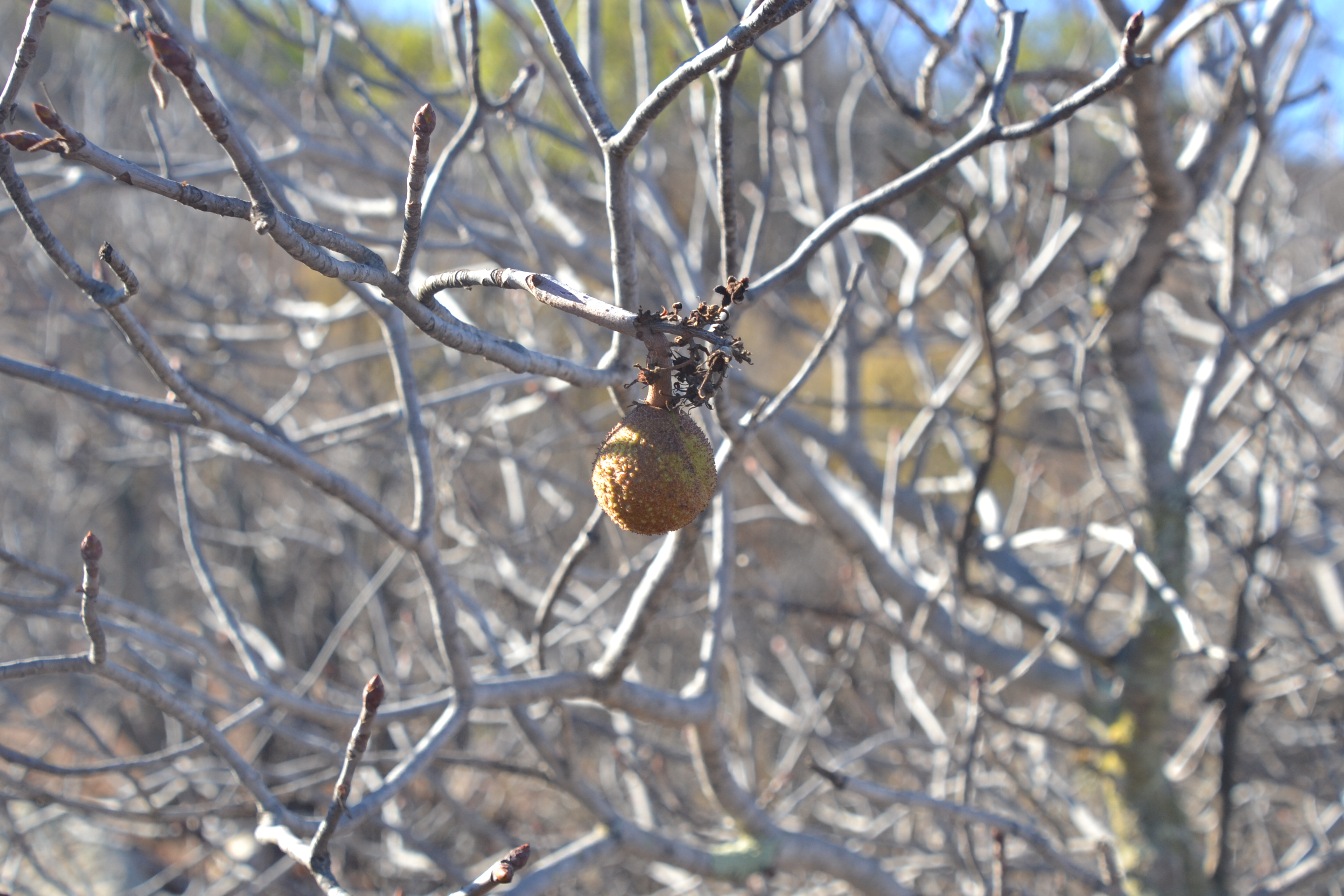
плід

Це кущ чи невелике дерево висотою від 2 до 4(6) метрів. Кора від сірого до майже білого, гладка. Гілочки світло-сірі, голі або злегка запушені. Бруньки не смолисті. Листки пальчасто-перисті, складаються з 5–7 листочків, рідше з 3-х чи одного. Листкова ніжка від 1 до 10 см. Листочки 3–12 × 2–4 см, від оберненояйцеподібних до видовжено-еліптичних, кінчик тупий, широко загострений чи закруглений, край листя повністю чи злегка хвилястий, нижня сторона запушена, верхня поверхня зелена, гола або рідко запушена, довжина листочкових ніжок від 0 до 5 мм. 
Суцвіття вузькоколоноподібне, довжиною від 5 до 20 см, голе або коротко запушене. Квітконіс довжиною 4–6 мм, запушений. Чашечка дзвоникоподібна, волосиста, довжиною від 4 до 9 мм, залозиста; чашолистки зрощені між собою лише до половини довжини, частки чашолистків тупі й майже однакові. Віночок кремово-білий, біля основи оранжевий, пізніше червонувато-бурий. Чотири-п'ять пелюсток на поверхні, як і на краю, волосисто-залозисті. Верхня пара пелюсток має довжину від 9 до 18 мм, на верхівці нігтик має лопатеві відростки, на цьому місці різко загнуті; бокові — від 8 до 11 мм; п'ята пелюстка відсутня або має інший розмір. Є 6–8 тичинок завдовжки 10–20 мм; тичинки білі й голі, пиляки яскраво-оранжеві, голі, залозисті. Коробочка від оберненояйцеподібної до кулястої форми має діаметр 2–3 см. Перикарп світло-коричневий, тонкий, запушений і дещо горбистий. Один плід містить від 1 до 3 насінин діаметром від 1 до 1.5 см, які від темно-коричневого до майже чорного кольору. Квітне з березня по липень, плоди дозрівають з вересня по лютий.

## Поширення
Цей вид — ендемік Нижньої Каліфорнії, Мексика
Росте на висотах від 100 до 800 метрів у межах чагарникових заростей.

## Використання
Цей вид використовується як декоративний завдяки своїм ефектним квітам.